# Frederik Hendrik Reijneker
Ir. Frederik Hendrik "Frits" Reijneker (Rotterdam, 14 oktober 1896 – Bussum, 24 april 1939) was een Nederlandse vliegtuigontwerper bij de Rijksluchtvaartdienst.
Naar zijn ontwerp, in samenwerking met de heer Lefèbvre, bouwden tien leerlingen van de MTS Amsterdam de Reyneker RE 11 "Kanarie". De naam kreeg het vliegtuig vanwege de gele kleur waarin het geschilderd was. Op 29 juni 1925 maakte het zijn eerste vlucht. Vermoedelijk is het vliegtuig in 1929 gesloopt.